# Soquete 423

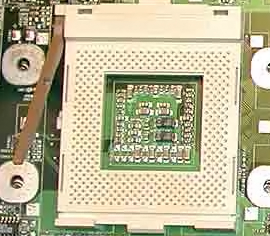
Soquete 423

Socket 423 foi um soquete PGA para UCP usado pelos primeiros microprocessadores Pentium 4 e baseado no núcleo Willamette. O soquete teve vida curta, já que logo tornou-se evidente que seu design elétrico era inadequado para incrementar as freqüências de clock além de 2,0 GHz. A Intel produziu chips usando este soquete por menos de um ano, de novembro de 2000 a agosto de 2001. Foi substituído pelo soquete 478.

## PowerLeap PL-P4/N
O "PowerLeap PL-P4/N" foi um dispositivo desenvolvido como adaptador de soquete, permitindo o uso de processadores para soquete 478 no soquete 423.